# Жутотрби мукач
Жутотрби мукач (лат. Bombina variegata) је жаба из породице Бомбинаториде. Ова врста је распрострањена у целој средњој и западној Европи, са изузетком Иберијског полуострва. Живи на ивицама шума и у мочварама. 
Одрасле јединке су величине од 35 до 55 милиметара. Одозго су краставе, сиво-браон боје, често са светлим мрљама. Са доње стране, укључујући и удове, боја им је сиво-плава са јарким жутим или наранџастим мрљама. Ове мрље имају улогу да препадну евентуалног предатора. Додатно оружје ове жабе је течност одбојног мириса која иритира очи, а коју испушта на нападаче. 
Сезона парења им је од маја до јуна (после хибернације од октобра до априла). Тада се у пољима могу чути позиви мужјака на парење. 
Жутотрби мукач се храни инсектима, црвима, малим зглавкарима и пужевима. Живи до 5 година (мада је у заробљеништву забележен случај јединке ове врсте која је живела 34 године).